# Gwladys Épangue
Gwladys Patience Épangue (Clichy, 15 agosto 1983) è una taekwondoka francese.

## Palmarès

### Giochi olimpici
- Bronzo a Pechino 2008

### Mondiali di taekwondo
- Argento a Campionati mondiali di taekwondo 2005
- Argento a Campionati mondiali di taekwondo 2007
- Oro a Campionati mondiali di taekwondo 2009
- Oro a Campionati mondiali di taekwondo 2011

### Europei di taekwondo
- Argento a Campionati europei di taekwondo 2000
- Oro a Campionati europei di taekwondo 2002
- Oro a Campionati europei di taekwondo 2004
- Oro a Campionati europei di taekwondo 2005
- Argento a Campionati europei di taekwondo 2006
- Argento a Campionati europei di taekwondo 2008
- Bronzo a Campionati europei di taekwondo 2010